# Федерико да Монтефельтро
Федерико да Монтефельтро (итал. Federico da Montefeltro; 7 июня 1422, Губбио — 10 сентября 1482, Феррара) — правитель (Федерико III с 1444 года) и герцог (с 1474 года) Урбино. Знаменитый кондотьер эпохи итальянского Ренессанса из рода Монтефельтро. Он не ограничивал себя лишь ролью предводителя наёмного войска, но, будучи герцогом Урбинским, собрал при своём дворе большое количество деятелей искусства и науки.

## Биография
Внебрачный сын Гвидантонио да Монтефельтро, правителя Урбино, Губбио и Кастельдуранте, герцога Сполето, родился в замке Петройя близ Губбио. Спустя два года с согласия жены Гвидантонио Катерины Колонна был узаконен папой Мартином V.
После Феррарского мира с 1433 года жил в Венеции и Мантуе в качестве заложника. В 1437 году посвящён в рыцари императором Сигизмундом I. В том же году женился на Джентилии Бранкалеоне в Губбио. Благодаря браку получил землю Меркателло, в 1443 году стал графом Меркателло.
Начал военную карьеру в 16 лет под руководством Никколо Пиччинино. В 1441 году отличился при взятии замка Сан-Лео. После отставки Пиччиннино защищал Пезаро от войск правителя Римини Сиджизмондо Пандольфо Малатесты.
22 июля 1444 года единокровный брат Федерико Оддантонио да Монтефельтро, недавно ставший герцогом Урбино, был убит в результате заговора. Не установлено, принимал ли участие в заговоре Федерико, но в скором времени он захватил власть в Урбино. Финансовое положение Урбино было тяжёлым после кратковременного правления расточительного Оддантонио, поэтому Федерико продолжал служить кондотьером.
Около двадцати лет Федерико боролся со своим врагом Сиджизмондо Пандольфо Малатестой. В 1463 году при поддержке папы Пия II, желавшего ограничить власть правителя Римини, да Монтефельтро окончательно разгромил Малатесту.

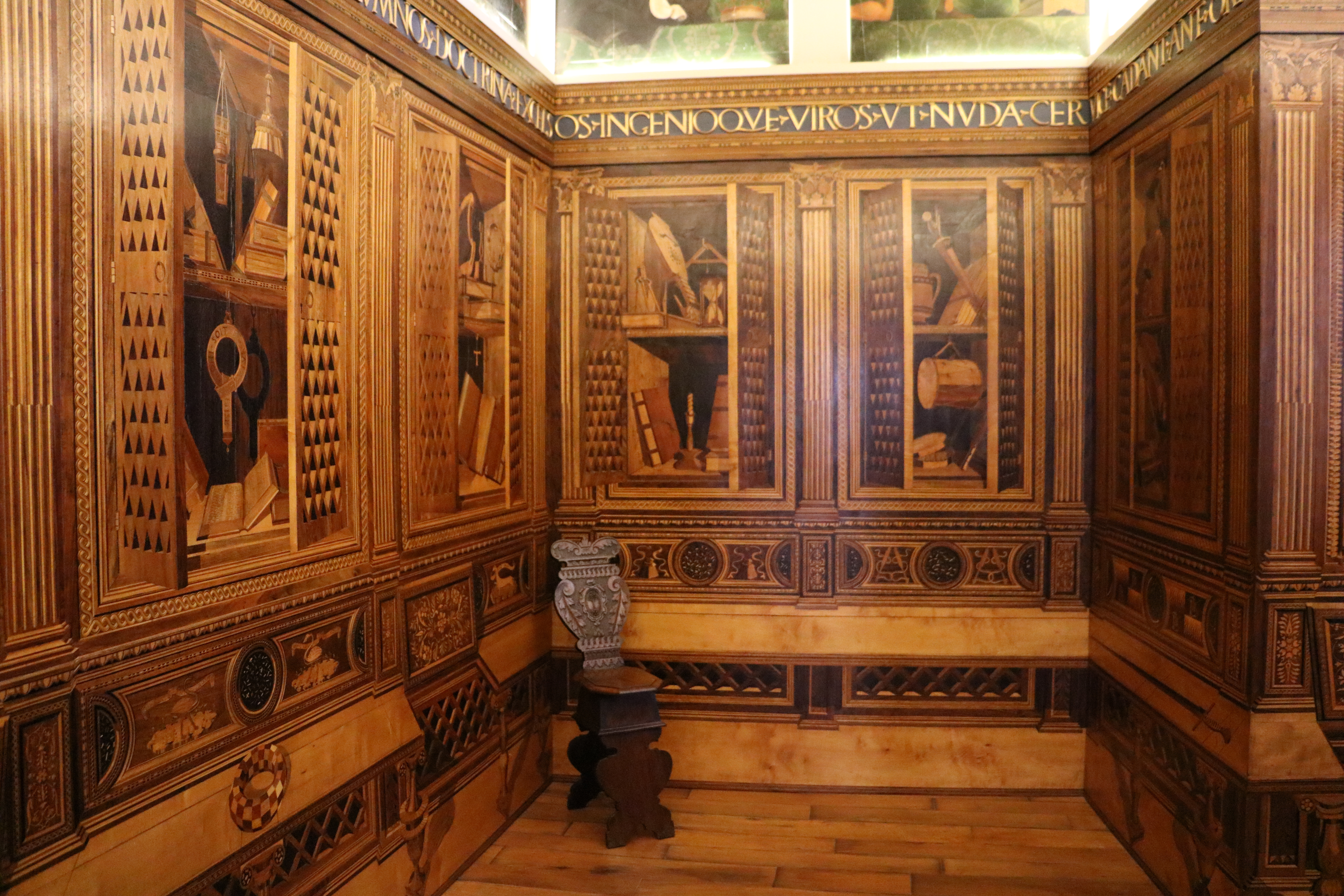
Студиоло Монтефельтро герцогского дворца в Губбио. Джулиано да Майано. 1479–1482. Воссоздание

В правление Федерико Урбино приобрёл большое культурное значение. Он задумал перестроить дворец Монтефельтро, создав «идеальный город». Для этой цели герцог пригласил архитекторов Лучано Лаурану и Франческо ди Джорджо Мартини. Над украшением палаццо работали художники не только из Италии, но и других стран: Пьеро делла Франческа, Паоло Уччелло, Педро Берругете, Джованни Боккати, Юстус ван Гент. Их усилиями был создан один из замечательных европейских архитектурных ансамблей.
Шедеврами искусства интарсии (мозаики по дереву) являются два герцогских студиоло (кабинета) созданных при участии выдающегося мастера интарсии Джулиано да Майано в герцогских дворцах в Урбино (1473—1476) и Губбио (1479—1482).
Коллекционер рукописной книги, составивший обширную библиотеку, Федерико не принимал только что появившееся книгопечатание, называя печатные книги «механическим искусством».
В 2003 году профессор М. Симонетта, расшифровав письмо герцога Урбино своим представителям при папском дворе, пришёл к выводу, что организатором заговора Пацци против Медичи был не папа Сикст IV, а Федерико да Монтефельтро.

## Семья. Дети
От брака (10 февраля 1460 г.) с Баттистой Сфорца:
- Джованна (1463, Урбино — 1514, Урбино), замужем (с 1484) за Джованни делла Ровере, герцогом Арче и Сора;
- Елизавета (1464, Урбино — 1510, Венеция), замужем (с 1479) за Роберто Малатестой;
- Констанция (1466, Урбино — 1518, Неаполь), замужем (с 1483) за Антонелло ди Сансеверино;
- Чиара (1468, Урбино — 1521, Урбино), монахиня;
- Агнесина (1470, Губбио — 1506, Рим), замужем (с 1488) за Фабрицио Колонной, дочь — Виттория;
- Гвидобальдо I (17 января 1472 — 10 апреля 1508), наследник отца — герцог Урбинский, женат (с 1489) на Елизавете Гонзага.

Оставил, кроме того, не менее четырёх детей, рождённых от разных женщин вне брака:
- Бонконте (1442—1458, Неаполь), синьор Кантиано;
- Антонио (1445, Губбио — 1508), синьор Кантиано, жена (с 1475) — Эмилия Пиа;
- Елизавета (1445, Урбино — 1503, Рим), замужем (с 1462) за Роберто Сансеверино;
- Джентилия (1448—1513, Генуя либо 1529, Пезаро), замужем (с 1463) за Карло Малатеста, (с 1469) за Агостино Фрегозо.

## В искусстве
- Пьеро делла Франческа:
  - Урбинский диптих
  - Алтарь Монтефельтро

## В кинематографе
Сериал "Демоны да Винчи"  (США)  Винсента Риотта